# Hermann Frasch
Hermann Frasch (Oberrot, 25 de dezembro de 1851 — Paris, 1 de maio de 1914) foi um químico, engenheiro de minas e inventor alemão.
Conhecido por seu trabalho com petróleo e enxofre. Sepultado no Cemitério de Sleepy Hollow.